# Fort de Cabrera
El fort de Cabrera és un fort de les guerres carlines situat a l'indret del Parrissal, prop de Beseit (Matarranya). Fou construït pels exèrcits carlins de Ramon Cabrera i és un recinte de forma triangular, amb dues torrasses cilíndriques amb espitlleres.